# Lucio Andrice Muandula
Lucio Andrice Muandula (Maputo, 9 ottobre 1959) è un vescovo cattolico mozambicano, dal 24 giugno 2004 vescovo di Xai-Xai.

## Biografia
Lucio Andrice Muandula è nato a Maputo il 9 ottobre 1959.

### Formazione e ministero sacerdotale
Il 14 maggio 1989 è stato ordinato presbitero per l'arcidiocesi di Maputo dal cardinale Alexandre José Maria dos Santos. In seguito è stato vicario parrocchiale della cattedrale dell'Immacolata Concezione a Maputo, segretario e cancelliere arcivescovile dal 1989 al 1991 e professore di teologia e di teologia morale nel seminario maggiore "Sant'Agostino" dal 1991 al 1992. Nel 1992 è stato inviato a Roma per studi. Ha conseguito la licenza in Sacra Scrittura presso il Pontificio Istituto Biblico e il dottorato in teologia biblica alla Pontificia Università Gregoriana. Nel luglio del 2003 è stato nominato parroco della cattedrale dell'Immacolata Concezione a Maputo e docente al seminario teologico "San Pio X".

### Ministero episcopale
Il 24 giugno 2004 papa Giovanni Paolo II lo ha nominato vescovo di Xai-Xai. Ha ricevuto l'ordinazione episcopale il 24 ottobre successivo nel Pavilhão de Maxaquene a Maputo dal cardinale Alexandre José Maria dos Santos, arcivescovo emerito di Maputo, co-consacranti l'arcivescovo metropolita della stessa arcidiocesi Francisco Chimoio e il vescovo emerito di Xai-Xai Júlio Duarte Langa. Ha preso possesso della diocesi il 7 novembre successivo.
Nel maggio del 2007 e nel maggio del 2015 ha compiuto la visita ad limina.
È anche presidente della Conferenza episcopale del Mozambico dall'11 novembre 2018, ufficio che aveva già ricoperto dal 2009 al 10 novembre 2015, e primo vicepresidente presidente del Simposio delle conferenze episcopali di Africa e Madagascar, dopo esserne stato secondo vicepresidente dal 19 luglio 2019 al 15 febbraio 2023. È stato presidente dell'Assemblea interregionale dei vescovi dell'Africa del Sud dal novembre del 2016 al 26 settembre 2022.
Il 15 marzo 2023 il cardinale Mario Grech, segretario generale del Sinodo dei vescovi, lo ha nominato membro della commissione preparatoria per la realizzazione della XVI assemblea generale ordinaria del Sinodo dei vescovi che si terrà nella Città del Vaticano dal 4 al 29 ottobre 2023 sul tema "Per una Chiesa sinodale: comunione, partecipazione e missione".

## Genealogia episcopale e successione apostolica
La genealogia episcopale è:
- Cardinale Scipione Rebiba
- Cardinale Giulio Antonio Santori
- Cardinale Girolamo Bernerio, O.P.
- Arcivescovo Galeazzo Sanvitale
- Cardinale Ludovico Ludovisi
- Cardinale Luigi Caetani
- Cardinale Ulderico Carpegna
- Cardinale Paluzzo Paluzzi Altieri degli Albertoni
- Papa Benedetto XIII
- Papa Benedetto XIV
- Papa Clemente XIII
- Cardinale Bernardino Giraud
- Cardinale Alessandro Mattei
- Cardinale Pietro Francesco Galleffi
- Cardinale Giacomo Filippo Fransoni
- Cardinale Carlo Sacconi
- Cardinale Edward Henry Howard
- Cardinale Mariano Rampolla del Tindaro
- Cardinale Rafael Merry del Val
- Arcivescovo Duarte Leopoldo e Silva
- Arcivescovo Paulo de Tarso Campos
- Cardinale Agnelo Rossi
- Cardinale Alexandre José Maria dos Santos, O.F.M.
- Vescovo Lucio Andrice Muandula

La successione apostolica è:
- Vescovo Francisco Lerma Martínez, I.M.C. (2010)
- Arcivescovo Inácio Saúre, I.M.C. (2011)
- Arcivescovo Claudio Dalla Zuanna, S.C.I. (2012)
- Arcivescovo Luiz Fernando Lisboa, C.P. (2013)
- Vescovo Alberto Vera Aréjula, O. de M. (2015)